# Buszkoiana
Buszkoiana là một chi bướm đêm thuộc họ Pterophoridae.

## Các loài
- Buszkoiana capnodactylus (Zeller, 1841)